# Jillian Richardson
Jillian Richardson (Jillian Cheryl „Jill“ Richardson; nach Heirat Richardson Briscoe; * 10. März 1965 in Guayaguare, Trinidad) ist eine ehemalige kanadische Sprinterin, die aus Trinidad und Tobago stammt. Ihre Spezialdisziplin war der 400-Meter-Lauf.

## Karriere
In der 4-mal-400-Meter-Staffel gewann sie mit der kanadischen Mannschaft bei den Commonwealth Games 1982 in Brisbane Gold, belegte bei den Leichtathletik-Weltmeisterschaften 1983 in Helsinki den vierten Platz und errang Silber bei den Olympischen Spielen 1984 in Los Angeles Silber.
1986 folgte die Silbermedaille über 400 m bei den Commonwealth Games in Edinburgh. Obendrein gelang ihr mit dem kanadischen Team die Titelverteidigung in der Staffel. 1987 wurde sie nach einer weiteren Silbermedaille bei den Panamerikanischen Spielen in Indianapolis Sechste bei den Weltmeisterschaften in Rom im Einzelwettbewerb und kam mit der kanadischen Stafette auf den vierten Platz. 
Im Jahr darauf erreichte sie bei den Olympischen Spielen in Seoul das Halbfinale. Im Finale der Staffel erreichte das kanadische Quartett nicht das Ziel. 1989 holte sie Bronze bei den Leichtathletik-Hallenweltmeisterschaften in Budapest und Gold bei den Spielen der Frankophonie.
Bei den Olympischen Spielen 1992 in Barcelona wurde sie Fünfte und lief mit der kanadischen Staffel auf den vierten Rang.
Zweimal wurde sie kanadische Meisterin über 200 m (1988, 1989) und einmal über 400 m (1987).

## Persönliche Bestzeiten
- 200 m: 22,64 s, 6. August 1989, Ottawa
- 400 m: 49,91 s, 26. September 1988, Seoul
  - Halle: 51,69 s, 22. Februar 1992, Birmingham